# Олімпія (Замбрів)
Замбрівський спортивний клуб «Олімпія» Замбрів (пол. Zambrowski Klub Sportowy Olimpia Zambrów) — польський футбольний клуб із Замброва, заснований у 1953 році. Виступає у Третій лізі. Домашні матчі приймає на Міському стадіоні, місткістю 1 036 глядачів.

## Досягнення
- Третя ліга (Група V)
  - Переможець (3): 2010/11, 2012/13, 2014/15.